# Coptosapelta carrii
Coptosapelta carrii är en måreväxtart som beskrevs av Elmer Drew Merrill och Lily May Perry. Coptosapelta carrii ingår i släktet Coptosapelta och familjen måreväxter.
Artens utbredningsområde är Papua Nya Guinea. Inga underarter finns listade i Catalogue of Life.